# Orton Waterville
Orton Waterville lub Orton, Cherry lub Overton-Waterville – osada i civil parish w Anglii, w Cambridgeshire, w dystrykcie (unitary authority) Peterborough. W 2011 civil parish liczyła 9987 mieszkańców. Orton Waterville był Cherry Orton w XV wieku.